# Chiajna
Chiajna – wieś w Rumunii, w okręgu Ilfov, w gminie Chiajna. W 2011 roku liczyła 4511 mieszkańców.